# Cotton Candy (cépage)

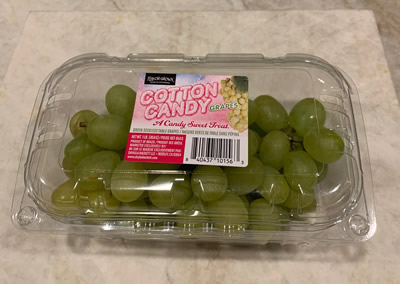
Raisins Cotton Candy dans leur emballage.

Le raisin Cotton Candy est une variété de raisin de table sucré dont le goût a été comparé à celui de la barbe à papa. Ces raisins ont été mis au point par l'horticulteur David Cain et son équipe de l'International Fruit Genetics (en) (IFG), un sélectionneur de fruits basé à Bakersfield, en Californie.

## Développement
David Cain, généticien des fruits et ancien chercheur de l'USDA, a cofondé IFG à Bakersfield en 2001. Quelques mois après avoir créé la société, il a assisté à un salon professionnel où des chercheurs de l'université de l'Arkansas présentaient des raisins. L'un d'eux était un raisin Concord violet au goût sucré comme de la barbe à papa, mais fragile avec de minuscules graines. Il a obtenu une licence pour ce raisin et a commencé à travailler pour améliorer la taille et la texture en croisant les raisins avec des raisins californiens plus robustes. Il a pollinisé à la main (en) des millions de raisins pour combiner les raisins Concord sucrés avec des raisins communs afin de les rendre plus fermes. Le pollen des fleurs de raisin mâles a été extrait et badigeonné sur les grappes femelles de la plante cible. Pendant douze ans, cent mille plants ont été créés et cultivés dans des tubes à essai avant de mettre au point la variété de raisin Cotton Candy. En 2010, l'IFG a breveté le raisin et a commencé à en concéder la licence à des producteurs, dont le producteur californien Grapery. Grapery a été fondé en 1996 par Jack Pandol, diplômé en sciences végétales de l'UC Davis et producteur de raisin de troisième génération, et était copropriétaire d'un autre producteur, Jim Beagle,.

## Description
Aucun arôme artificiel n'est ajouté pour donner aux raisins une saveur semblable à celle de la barbe à papa. Pesant environ 18 grammes (0,63 oz) de sucre pour 100 grammes (3,5 oz) de raisins, les raisins de la barbe à papa contiennent environ 2 g (0,071 oz) de sucre en plus pour 100 g (3,5 oz) que les raisins de table ordinaires.

## Production et distribution
Outre la Californie, les producteurs cultivent également le raisin au Pérou, en Espagne, en Italie, au Chili, au Brésil, en Afrique du Sud, en Australie et au Mexique,.
Le fruit est disponible dans tous les États des États-Unis, mais uniquement sur une base saisonnière. Les détaillants comprennent Trader Joe's, Metropolitan Market et Whole Foods.
En septembre 2017, les raisins de l'entreprise étaient vendus dans 14 pays.